# За мить до катастрофи
За мить до катастрофи (англ. Seconds from Disaster) — документальна телевізійна програма виробництва США/Великобританії, яка досліджує історично актуальні техногенні та природні катастрофи 20-го та початку 21-го століть. Кожен епізод має на меті пояснити один інцидент, аналізуючи причини та обставини, які зрештою вплинули на катастрофу. Програма використовує відтворення подій, інтерв'ю, свідчення та CGI, щоб проаналізувати послідовність подій секунду за секундою для аудиторії.
За мить до катастрофи вперше вийшли в ефір на National Geographic у 2004 році і спочатку складалися з 45 епізодів протягом трьох сезонів. Після початкового завершення в 2007 році шоу було перервано на чотири роки, а потім замінено на «Критичну ситуацію». У 2011 році National Geographic відродив шоу та випустив ще 22 епізоди протягом трьох сезонів до наступного року. У 2018 році шоу знову відновилось і вийшло в ефір два епізоди з добірками про аварії вертольотів і авіалайнерів. Оповідачі шоу — Ештон Сміт, Річард Воган і Пітер Гіннесс.